# باشگاه فوتبال امپایر
باشگاه فوتبال امپایر یک باشگاه فوتبال آنتیگوایی است که در گری فارم، سنت جانز، آنتیگوا و باربودا واقع شده است. این باشگاه موفق‌ترین باشگاه فوتبال آنتیگوا است که در سیزده بار در بخش برتر آنتیگوا و باربودا قهرمان شده است.

## افتخارات
- لیگ برتر آنتیگوا و باربودا: ۱۳ قهرمانی[۳]
- لیگ دسته اول آنتیگوا و باربودا: ۱ قهرمانی